# Lemnalia tenuis
Lemnalia tenuis är en korallart som beskrevs av Verseveldt 1969. Lemnalia tenuis ingår i släktet Lemnalia och familjen Nephtheidae. Inga underarter finns listade i Catalogue of Life.